# Kościół ewangelicki w Wiśle Czarnem
Kościół ewangelicki w Wiśle Czarnem – kościół ewangelicko-augsburski w Wiśle Czarnem, w województwie śląskim w Polsce. Należy do parafii ewangelicko-augsburskiej w Wiśle Czarnem.

## Historia
W 1968 r. rada parafii ewangelickiej w Wiśle podjęła decyzję o budowie domu katechetycznego położonego w dzielnicy Czarne. Projekt budowli został wykonany przez Karola Kozieła. Uroczystość poświęcenia nowo powstałego domu katechetycznego z salą nabożeństw odbyła się 10 lipca 1972 r.
W II połowie lat 90. XX wieku przystąpiono do rozbudowy obiektu. Poświęcenia nowej części budynku dokonano 12 lipca 1997 r.
Nowa dzwonnica została poświęcona w 2000 r., natomiast w 2010 r. dokonano remontu wnętrza kościoła, zmieniono również wtedy wystrój prezbiterium.
Od 1 grudnia 1994 r. kościół jest siedzibą samodzielnej parafii ewangelicko-augsburskiej w Wiśle Czarnem.
Nabożeństwa w kościele odbywają się w każdą niedzielę i święta.